# Hans Hofmann
Hans Hofmann (Weißenburg in Bayern, 21. ožujka 1880. – New York, 17. veljače 1966.) bio je američki slikar njemačkog porijekla, poznat i kao umjetnik i kao učitelj. Njegova je karijera obuhvatila dvije generacije na dva kontinenta, a smatra se da je i prethodio i utjecao na apstraktni ekspresionizam.
Rođen i školovan u blizini Münchena, bio je aktivan u ranom 20. stoljeću u europskoj avangardi i donio je duboko razumijevanje i sintezu simbolizma, neoimpresionizma, fovizma i kubizma kada je 1932. emigrirao u Sjedinjene Države. Hofmannovu izričaj karakterizirajustroga briga za slikovnu strukturu i jedinstvo, prostorni iluzionizam i upotreba podebljane boje kao izražajnog sredstva.